# Gare de Badajoz
La gare de Badajoz est une gare ferroviaire espagnole des lignes de Ciudad Real à Badajoz (520) et de Badajoz au km 517,6 (frontière) (508), située sur le territoire de la commune de Badajoz, dans la comarque de Tierra de Badajoz, dans la province de Badajoz, en Estrémadure.
Elle est mise en service en 1866 par la Compañía de los Caminos de Hierro de Ciudad Real a Badajoz (es). C'est une gare d'Administrador de infraestructuras ferroviarias (ADIF), desservie par des trains Alvia, Media Distancia, Regional Exprés de Renfe Operadora et Regional de CP.

## Situation ferroviaire
Établie à 189,98 m d'altitude, la gare de Badajoz est située au point kilométrique (PK) 512,287 de la ligne de Ciudad Real à Badajoz, terminus de la ligne elle est précédée par la gare fermée de Gévora et la gare ouverte de Guadiana,.
Elle est également l'origine, au PK 512,287, de la ligne de Badajoz au km 517,6 (frontière).

## Histoire
Après plusieurs tentatives infructueuses et projets abandonnés, la concession pour une ligne de chemin de fer entre Ciudad Real et Badajoz fut finalement mise aux enchères le 24 octobre 1859, et attribuée à José Forns le 5 décembre de la même année.
Les travaux de la gare de Badajoz commencèrent en mars 1860. Ce n’est que le 29 novembre 1866, que la ligne put être inaugurée dans son intégralité par la Compañía de los Caminos de Hierro de Ciudad Real a Badajoz, fondée par Forns après avoir réuni les fonds nécessaires pour mener à bien le projet. Le tronçon de six kilomètres jusqu'au Portugal a été  inauguré le même jour. Forte de cette réussite, la compagnie décida de prolonger sa ligne jusqu’à Madrid, ce qu’elle parvint à faire le 3 février 1879. Malgré ses efforts, elle ne put éviter d’être absorbée le 8 avril 1880 par la puissante Compañía de los ferrocarriles de Madrid a Zaragoza y Alicante (MZA).
Le 1er juillet 1941, la nationalisation de MZA entraîna sa disparition, et la gestion de la gare passa entre les mains de la toute nouvelle RENFE, jusqu’à sa scission entre Renfe Operadora et ADIF le 31 décembre 2004.
L’ancienne gare ferroviaire fut démolie dans le cadre du Plan Badajoz (es). Les travaux commencèrent en janvier 1968, en même temps que la fermeture de la gare de Madrid-Delicias, et la nouvelle gare actuelle fut inaugurée en mai 1971, accompagnée d’un contournement pour piétons et véhicules.

## Fréquentation
En 2023, la fréquentation annuelle de la gare s'élevait à 273 024 voyageurs.

## Service des voyageurs

### Accueil

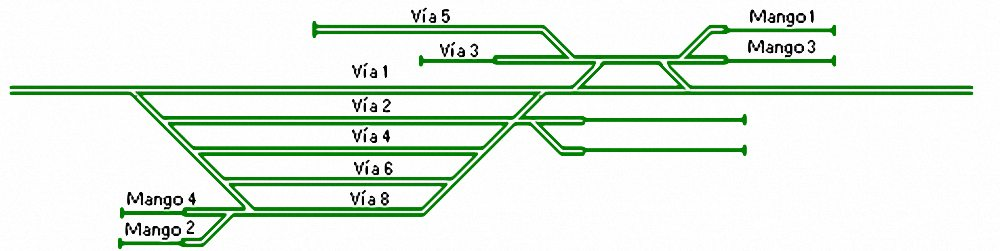
Plan des voies de la gare

La gare offre un service de billetterie, un accueil client, des toilettes et une cafétéria. L’ensemble du site est équipé pour l’accessibilité des personnes en situation de handicap. Il dispose de deux quais, l’un latéral et l’autre central, desservis par quatre voies. 

### Desserte

#### Renfe Operadora
Renfe exploite 12 trains MD quotidiens desservant les destinations suivantes : Alcázar de San Juan, Cáceres, Villanueva de la Serena, Puertollano et Cabeza del Buey.
La gare est également desservie par des trains Alvia à destination de Madrid-Chamartín-Clara Campoamor

#### Comboios de Portugal
L’opérateur ferroviaire portugais CP (Comboios de Portugal) assure 4 trains régionaux internationaux par jour à destination d’Entroncamento.